# Britt Dahlén
Britt Margareta Dahlén, född  17 juni 1963 i Längbro församling i Örebro, är en svensk tidigare sångare. 

## Biografi
I sin tidiga karriär dansade hon i Peter Flacks revyer i Örebro. 1985 släppte hon albumet Try Me som inte gick så bra i Sverige eftersom hon mest lanserades i Japan. Britt fick sitt genombrott i det kultförklarade TV-programmet Solstollarna 1987 där hon bland annat framförde låtarna Try Me och Love Me Forever. Året därpå släppte hon discoalbumet Touch som innehöll singeln Midnight Dancing. Britt är idag projektledare inom media. 
Hon är sambo och har två barn med Ola Gårdevall. Mediaprofil som är delägare i reklambyrån Infobahn.
Dahlén har lämnat artistkarriären.